# César Alonso Gracia
César Alonso Gracia, (nacido el 18 de diciembre de 1975 (49 años) en Valencia, Comunidad Valenciana)  es un exjugador de baloncesto español. Con 1.83 de estatura, su puesto natural en la cancha era el de Base.

## Trayectoria
- 1991-92  Basket Valencia Juvenil.
- 1992-93 Valencia Basket.
- 1993-94  Godella.
- 1994-95  Optica Gandia.
- 1994-01 Valencia Basket.
- 2001-02 Club Baloncesto Ciudad de Huelva.
- 2002-03 Baloncesto León.